# Gunteuca
Gunteuca o Gundioca (fl. VI secolo) è stata una principessa burgunda che, tra il 520 circa ed il 524, fu regina dei Franchi Sali della Loira, in quanto moglie del merovingio Clodomiro e tra il 524 ed il 531 circa, fu regina dei Franchi Sali di Austrasia del Nord e Guascogna, in quanto moglie del merovingio Clotario I.

## Origini
Il vescovo Gregorio di Tours (536 – 597), la nomina senza precisare la sua origine. Secondo lo storico francese Christian Settipani, esperto di genealogie era la figlia del re dei Burgundi, Gundobado e della moglie, Caratena.

## Biografia
Gunteuca, tra il 514 ed il 521, sposò il re dei Franchi della valle della Loira, Clodomiro, figlio del re dei Franchi Sali della dinastia merovingia, Clodoveo I e della sua seconda moglie, Clotilde.
Il marito, su pressione di sua madre, Clotilde, verso il 523, attaccò il regno dei Burgundi e fece prigioniero il fratello di Gunteuca, Sigismondo, che venne deportato ad Orléans e poi decapitato.
Ma l'anno successivo in una nuova incursione contro i Burgundi, Clodomiro venne ucciso, nella battaglia di Vézeronce (524).
Rimasta vedova Gunteuca fu presa in moglie da suo cognato, il Re dei Franchi di Austrasia del Nord e Guascogna, Clotario I il fratello minore del suo defunto marito.
I tre figli che Gunteuca aveva dato a Clodomiro, Teobaldo, Guntario e Clodoaldo, vennero affidati alla custodia della nonna, santa Clotilde, mentre il regno del defunto marito venne diviso tra i cognati Clotario I, il suo nuovo marito e Childeberto I, nell'attesa che i legittimi eredi raggiungessero la maggiore età. Ma Clotario I e Childeberto I complottarono per eliminare i tre giovani nipoti, riuscendo ad uccidere i due nipoti più grandi: solo Clodoaldo, che riuscì a nascondersi fino alla età adulta e poi accettò di farsi monaco a Novientum (oggi Saint-Claud), venne risparmiato.
Di Gunteuca non si conosce la data della morte, dopo questi avvenimenti Gregorio non ne fa più menzione.

## Figli
Gunteuca a Clodomiro diede tre figli:
- Teobaldo (521 circa-531 circa), assassinato dallo zio e patrigno, Clotario I[5]
- Guntario (523 circa-531 circa), assassinato dallo zio, Childeberto I[5]
- Clodoaldo (524 circa- 7 settembre 560), fu nascosto al momento dell'assassinio dei due fratelli e poi, rinunciando al suo regno terreno, si fece monaco[5].

Mentre a Clotario I non diede alcun figlio.